# Marc Dutroux

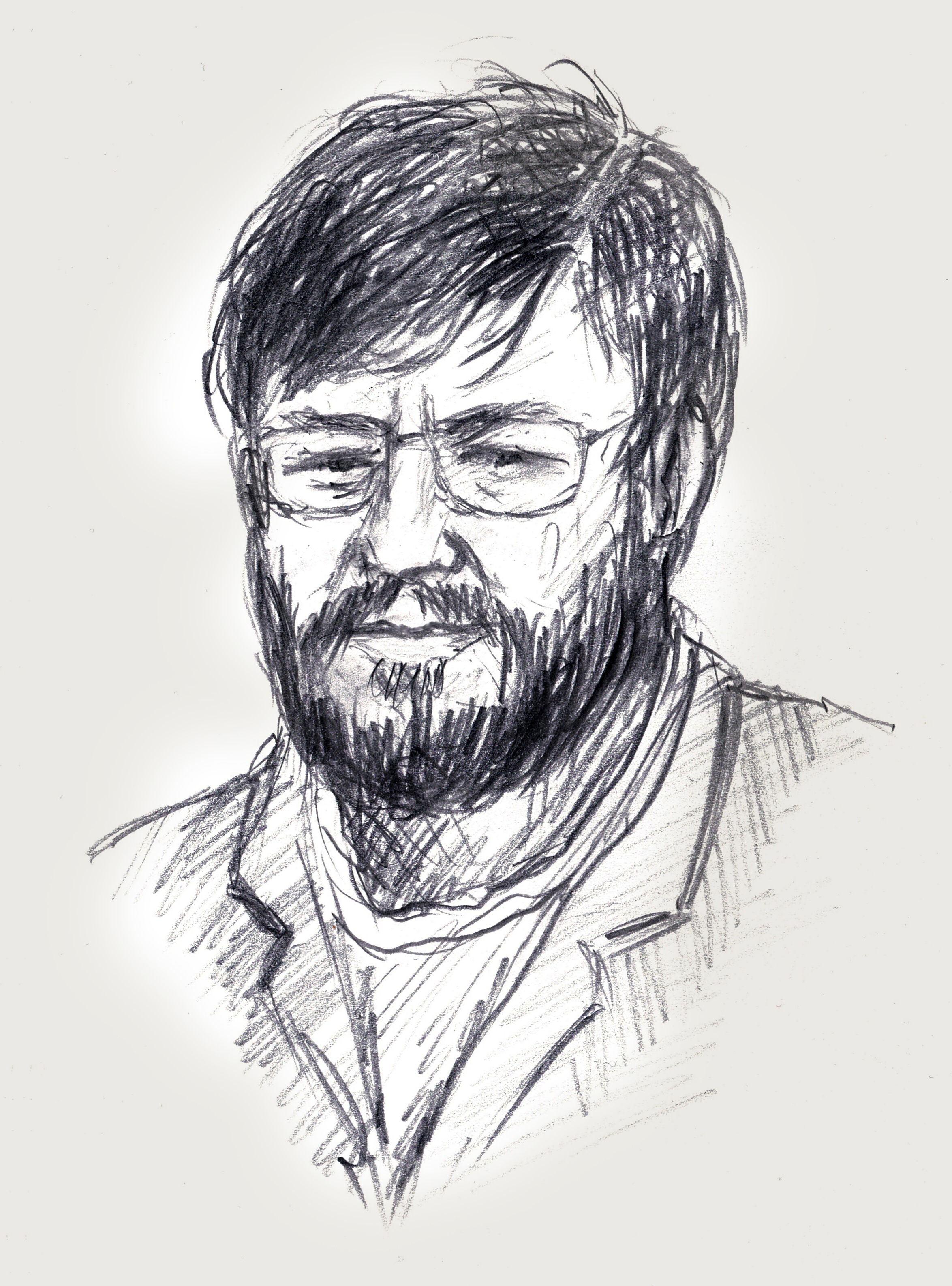
Marc Dutroux

Marc Dutroux [dy'tʁu] (* 6. November 1956 in Ixelles/Elsene in der Region Brüssel-Hauptstadt) ist ein belgischer Mörder und Sexualstraftäter, der zu lebenslangem Zuchthaus verurteilt wurde. Bis Mitte der 1990er-Jahre entführte und missbrauchte er elf Kinder und Jugendliche im Alter von 8 bis 19 Jahren sexuell und ermordete einen seiner Komplizen und zwei von ihm entführte junge Frauen im Alter von 17 und 19 Jahren. Zwei entführte achtjährige Mädchen verhungerten eingesperrt, während er im Gefängnis war.
Dutroux’ Komplizin und damalige Ehefrau Michelle Martin wurde zu 30 Jahren Gefängnis verurteilt und 2012 nach 16 Jahren verbüßter Strafe entlassen. Michel Lelièvre, ein weiterer Komplize, wurde nach 23 Jahren Zuchthaus 2019 auf Bewährung entlassen. Bernard Weinstein, ebenfalls Hauptkomplize von Dutroux, wurde von ihm vergiftet.
Eklatante Fehler bei den Polizeiermittlungen, 27 teils mysteriöse Todesfälle unter Zeugen und anderen Prozessbeteiligten sowie Unstimmigkeiten beim Gerichtsverfahren gaben Anlass zu Spekulationen, Dutroux sei Teil eines Kinderschänderrings gewesen. Im Oktober 1996 demonstrierten 300.000 Menschen in Brüssel beim „Weißen Marsch“ gegen das Vorgehen der Behörden im Fall Dutroux.

## Herkunft und Vorleben
Die Eltern von Marc Dutroux waren beide Lehrer. Dutroux hat drei jüngere Brüder und eine jüngere Schwester. Er verbrachte seine ersten vier Lebensjahre im damaligen Belgisch-Kongo, bis die Familie nach der Unabhängigkeit der ehemaligen Kolonie 1960 nach Belgien zog. Dutroux’ Vater Victor schlug seine Frau und seine Kinder oft wegen Kleinigkeiten. Marc Dutroux fiel als Neunjähriger in der Schule als Schläger auf, in späteren Schuljahren verkaufte er gestohlene Mofas und pornographische Bilder.
1971 verbrachte Dutroux’ Vater wegen Depressionen mehrere Monate unfreiwillig in einer Klinik, woraufhin er sich im selben Jahr von seiner Frau scheiden ließ, der er die Schuld für seinen Klinikaufenthalt zuschob. Mit dem Auszug des Vaters übernahm Marc Dutroux immer mehr die Rolle eines herrschsüchtigen, gefühlskalten Familientyrannen und schlug auch seine Mutter und seine Geschwister, bis er einige Monate nach der Scheidung seiner Eltern im Alter von 16 Jahren sein Zuhause verließ, um sich zunächst als Stricher durchzuschlagen.
Im Alter von 20 Jahren heiratete er 1976 seine erste Frau, die ein Kind aus einer vorigen Ehe mitbrachte; die beiden bekamen ein weiteres Kind, gaben jedoch nach einiger Zeit beide ins Heim. Nachdem Dutroux wiederholt gewalttätig gegen seine Frau geworden war, kam es 1983 zur Scheidung. Zu dieser Zeit hatte Dutroux bereits eine Affäre mit Michelle Martin, mit der er drei eigene Kinder hat; alle fünf Kinder haben inzwischen ihren Nachnamen geändert.

## Straftaten bis 1995
Polizeilich war Dutroux für Autodiebstähle, Überfälle und Drogendelikte bekannt; als Schrotthändler stahl er über Jahre hinweg wahllos alle möglichen Dinge, die er zu Geld zu machen versuchte. Er wohnte während der 1980er Jahre häufig in seinem Lieferwagen, mit dem er quer durch Belgien fuhr.
1984 fand man nahe Brüssel die Leiche einer jungen Frau, mit der Dutroux später in Verbindung gebracht wurde, da Zeugen von einem „Marc aus Charleroi“ berichteten, mit dem das Opfer bekannt gewesen sei, jedoch blieb der Fall ungeklärt.
Am 4. Februar 1986 wurde Marc Dutroux mit seiner Lebensgefährtin Michelle Martin wegen Entführung und Missbrauchs von fünf jungen Frauen im Alter zwischen 12 und 19 Jahren verhaftet; Dutroux hatte pornographische Aufnahmen von seinen Taten gemacht, um diese zu verkaufen. Dies war offenbar eines seiner Motive.
Am 26. April 1989 wurde Dutroux daraufhin zu 13 Jahren und sechs Monaten Zuchthaus verurteilt, Michelle Martin zu fünf Jahren. Im gleichen Jahr heirateten die beiden im Zuchthaus. 1992 wurde Dutroux von Melchior Wathelet, dem damaligen Justizminister, begnadigt, nachdem er drei Jahre im Zuchthaus verbracht hatte. Seine Mutter sprach sich in einem Brief an den Zuchthausdirektor dagegen aus.
Nach Dutroux’ Entlassung bescheinigte ihm der Psychiater Emile Dumont eine seelische Schädigung aufgrund der Haft mit resultierender Erwerbsunfähigkeit auf Lebenszeit, deretwegen er eine staatliche Rente bekam, und verschrieb ihm Schlafmittel und Sedativa, die er später zur Betäubung und Ermordung seiner Opfer einsetzte.

## Erneute Entführungen

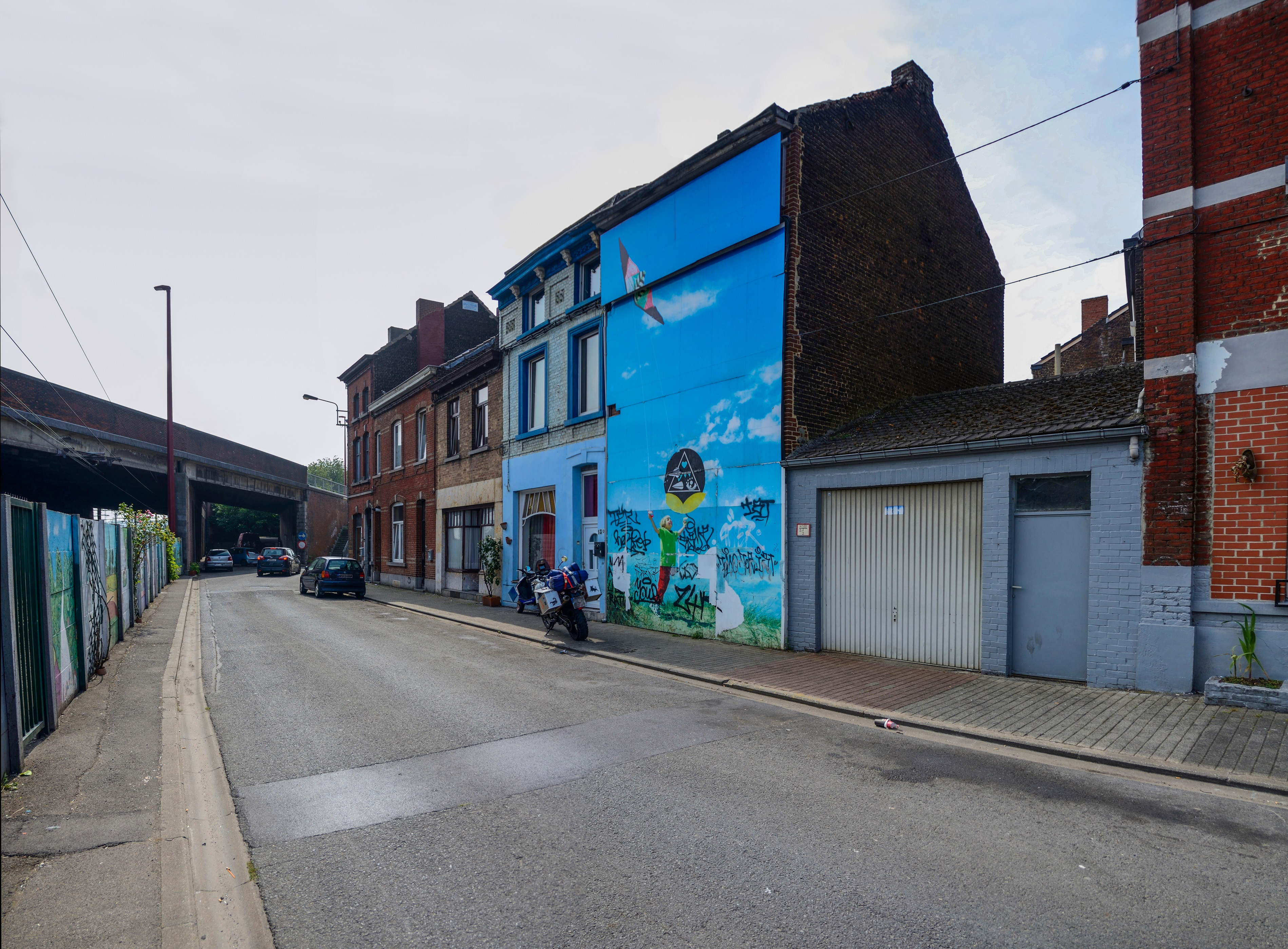
Das Haus von Marc Dutroux in Charleroi-Marcinelle

Dutroux baute den Keller eines seiner Häuser im Stadtteil Marcinelle von Charleroi aus, zunächst als Versteck für seine Beute aus Diebstählen, die er weiterhin unternahm, später als Verlies. Hinter einer massiven Tür, die als Regal getarnt war, befand sich ein 2,15 Meter langer, weniger als 1 Meter breiter und 1,64 Meter hoher Raum.
Am 24. Juni 1995 wurden Melissa Russo (8) und Julie Lejeune (8) entführt, in Dutroux’ Zelle gefangen gehalten und mehrfach sexuell missbraucht, wieder zu dem Zweck des Handels mit der so erstellten Pornographie. Am 22. August 1995 wurden Eefje Lambrecks (19) und An Marchal (17) entführt und ebenfalls zum Zweck der Pornographieherstellung vergewaltigt. Da sich im Kellerverlies bereits die beiden achtjährigen Mädchen befanden, sperrte Dutroux Eefje und An im ersten Stock des Hauses ein.

### Vorübergehende Verhaftung, Mord an den Frauen und an Weinstein, Verhungern der Kinder
Da Dutroux wieder in Autodiebstähle verwickelt war, wurde er am 6. Dezember 1995 verhaftet. Bei der Untersuchung der Diebstähle durchsuchte die Polizei auch Dutroux’ Haus, in dem die beiden achtjährigen Mädchen gefangen gehalten wurden. Eefje und An waren zu diesem Zeitpunkt bei einem Komplizen untergebracht oder bereits vergiftet. Der leitende Beamte gab später an, im Keller Kinderstimmen gehört zu haben, nahm jedoch an, sie kämen von der Straße, daher wurden die Mädchen nicht gefunden.
Nach Dutroux’ späteren Aussagen sollte sich seine Frau um die Pflege der Kinder kümmern, während er selbst im Gefängnis war. Michelle Martin ließ die Kinder allerdings verhungern. Eines war bei Dutroux’ Freilassung am 20. März 1996 bereits tot, das andere verstarb nach Dutroux’ Aussage in seinen Armen.
Vermutlich fällt in diese Zeit auch die Ermordung seines Komplizen Weinstein, der ihn um Geld betrogen hatte.

### Ermittlungsfehler
Bei den Ermittlungen gab es immer wieder Fehler. So lag den Ermittlern schon im August 1995, einen Monat nach der Entführung von Mélissa und Julie, ein Bericht vor, in dem Dutroux’ vormaliger Komplize Claude Thirault, der der Polizei bereits als Handlanger bei Dutroux’ Raubüberfällen bekannt war, behauptete, Marc Dutroux hätte ihm Geld angeboten, damit er auf einem Dorffest junge Mädchen entführe. Dafür wurden ihm 150.000 Belgische Franc (etwa 3700 Euro) in Aussicht gestellt. Ferner baue Dutroux im Keller eines seiner drei Häuser Zellen.
Die Mutter von Dutroux schrieb nach dem Verschwinden von An Marchal und Eefje Lambrecks einen Brief an den zuständigen Ermittlungsrichter, in dem sie auf Beobachtungen von Hausnachbarn hinwies, dass zwei unbekannte Mädchen in das Haus ihres Sohnes gebracht worden seien. Ausdrücklich wies sie in dem Brief darauf hin, dass es einen Zusammenhang mit den verschwundenen Kindern geben könne und forderte die Behörden zur Hausdurchsuchung auf, was jedoch nicht geschah.
Trotz der Hinweise und der Vorstrafe des Beschuldigten wurde das Anwesen Dutroux’ erst im Dezember 1995, Monate später, durchsucht, als die vorübergehende Inhaftierung Dutroux’ aufgrund von Autodiebstählen erfolgte. Die neu eingezogene, frisch verputzte Wand fiel den Ermittlern bei der darauffolgenden Durchsuchung trotz der Kinderstimmen nicht auf. Die vielen im Haus gefundenen Videoaufnahmen, auf denen Dutroux zum Teil den Ausbau der Zellen in seinem Haus dokumentiert hatte, wurden nicht durch die Polizei gesichtet oder pauschal als „unauffällig“ klassifiziert.

## Entdeckung und Prozess

### Weitere Entführungen und Verhaftung
Am 28. Mai 1996 entführte Dutroux die zwölfjährige Sabine Dardenne, indem er sie in seinen Transporter zerrte. Am 9. August widerfuhr dies auch der 14-jährigen Laetitia Delhez. Bei der polizeilichen Ermittlung wurde ein Augenzeuge gefunden, der sich einen Teil von Dutroux’ Autokennzeichen gemerkt hatte. Darauf wurden am 13. August Marc Dutroux, Michelle Martin und der Komplize Michel Lelièvre verhaftet, am darauf folgenden Tag auch der vermutete Komplize Michel Nihoul. Dieser wurde von etwa einem Dutzend Zeugen mit Dutroux im August 1996 vor dem Schwimmbad in Bertrix gesehen, kurz bevor Delhez dort entführt wurde. Er hatte für Dutroux die schweren Betäubungsmittel besorgt, mit denen dieser die Mädchen in Schach hielt.
Eine Durchsuchung von Dutroux’ Häusern blieb wieder ergebnislos, worauf Dutroux die Beamten auf das versteckte Kellerverlies hinwies, aus dem die Polizei am 15. August 1996 Sabine und Laetitia befreien konnte. Dutroux führte die Fahnder am 17. August zu den Leichen der verhungerten achtjährigen Mädchen sowie dem ermordeten Komplizen Bernard Weinstein, den Dutroux zusammen mit den Mädchen im Garten eines seiner Häuser vergraben hatte. Am 3. September erklärte Dutroux der Polizei, wo die Leichen von An und Eefje zu finden waren.

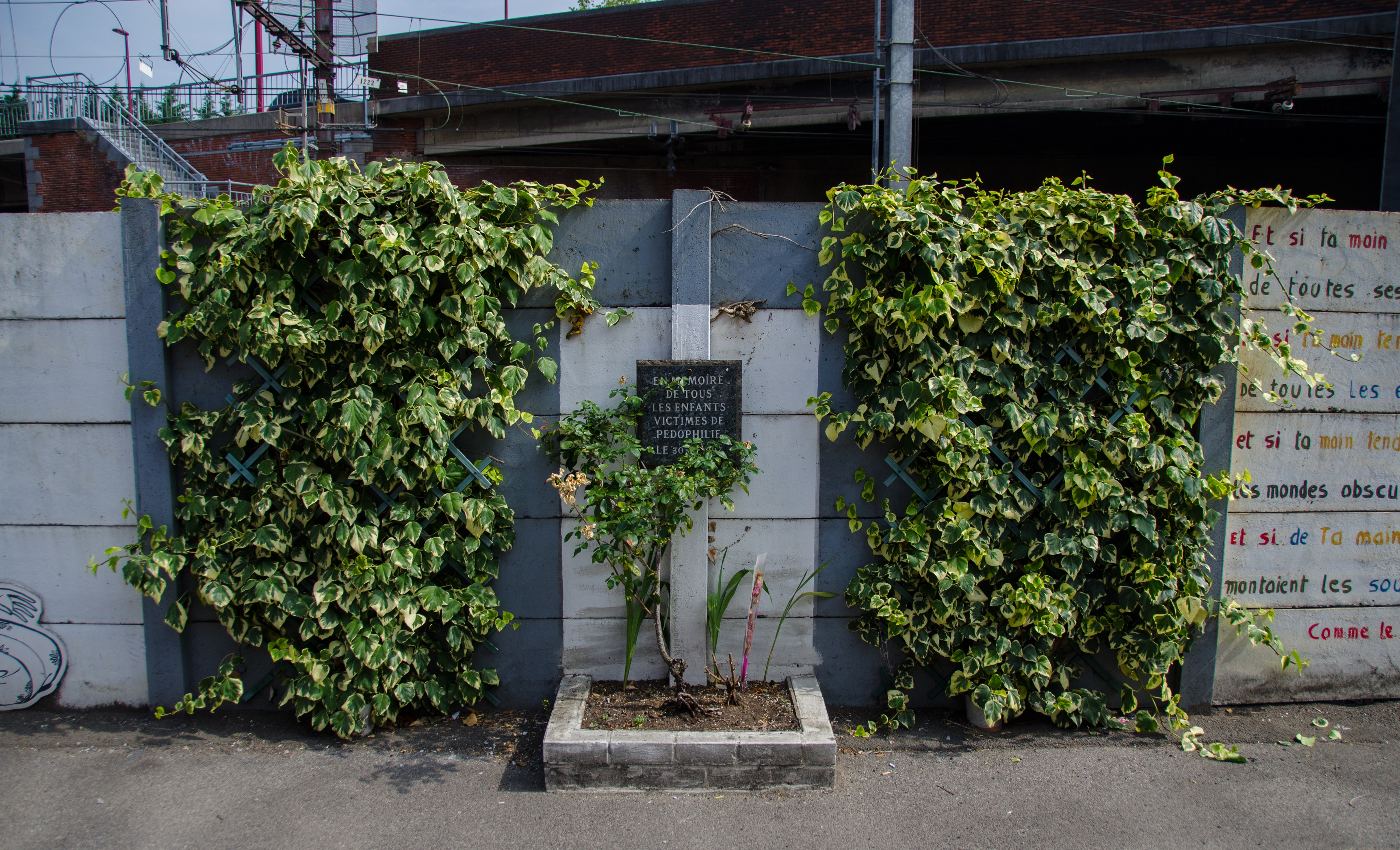
Gedenktafel „Im Gedenken an alle Opfer der Pädophilie“ in Charleroi

Dutroux behauptete, er selbst sei nur eine Art Handlanger gewesen. Die Mädchen seien nicht nur für ihn allein bestimmt gewesen, sondern auch für andere Personen, die teilweise „höchste Protektion von ganz oben“ genießen würden. Als Anstifter und Kopf einer Bande von Männern, die Sexualstraftaten an Kindern verübten, für den Dutroux gearbeitet habe, beschuldigte er nach der Verhaftung und während des Prozesses wiederholt Nihoul.
Im März 1997 wurde auf der Straßenseite gegenüber von Dutroux’ Haus in der Avenue de Philippeville 128 in Charleroi-Marcinelle eine Tafel befestigt mit der Inschrift: En memoire de tous les enfants victimes de pédophilie („Im Gedenken an alle Opfer der Pädophilie“).

### Flucht und erneute Festnahme
Im April 1998 kam es zu einer weiteren schwerwiegenden Panne: In einem Gerichtsgebäude entriss Dutroux einem seiner Bewacher die Dienstwaffe und floh. Nachdem tausende Beamte fast vier Stunden im Großeinsatz waren, fanden ihn Spürhunde in einem Waldstück. Als Reaktion auf diesen Vorfall traten Innenminister Johan Vande Lanotte, Justizminister Stefaan De Clerck sowie Polizeichef Willy Deridder von ihren Ämtern zurück. Einem Beamten sagte Dutroux kurz nach der Festnahme: „Ich bin glücklich, wenn ich das Chaos sehe, in das ich Belgien gestürzt habe.“

### Theorien über die Hintergründe der Taten
Die Verstrickungen führten zu diversen Theorien darüber, dass Dutroux keineswegs ein Einzeltäter gewesen sein soll, sondern im Auftrag eines Pädophilennetzwerkes gehandelt haben soll, welches Verbindungen bis in höchste belgische Regierungskreise gehabt und eine vollständige Aufklärung des Falls systematisch verhindert habe. Die Belgierin Anneke Lucas behauptete im Januar 2017, bereits 1974 von einem Mann gefoltert worden zu sein, der später Mitangeklagter im Dutroux-Prozess gewesen sei, und bestätigte Verbindungen des mutmaßlichen Netzwerkes zu Spitzenbeamten und Kabinettsmitgliedern. Auch an der Aufklärung des Falles mitwirkende Personen bestätigten, dass Ermittlungen behindert wurden und der Fall bis heute nicht vollständig habe geklärt werden können.

### Der Prozess
Der Prozess gegen Marc Dutroux vor dem Gericht von Arlon begann am 1. März 2004 mit der Auswahl der Geschworenen. Es sammelten sich knapp 400.000 Seiten in den Akten des Falles an. Neben Dutroux selbst waren auch seine Frau Michelle Martin sowie seine Komplizen Michel Lelièvre und Michel Nihoul angeklagt. Besonders Martin verwickelte sich während des Prozesses wiederholt in Widersprüche. Dutroux war außer für die oben genannten Taten auch dafür angeklagt, 1995 die Polizeiinformanten Philippe Divers, Pierre Rochow und Bénédicte Jadot entführt und gefoltert zu haben, zudem 1996 drei slowakische Frauen vergewaltigt zu haben, und außerdem für den wiederholten ausgedehnten Drogenhandel, vor allem mit Haschisch und Heroin.
Der erste Untersuchungsrichter war Jean-Marc Connerotte, der kurz nach der Festnahme von Dutroux alle Belgier aufforderte, ihm alles, was sie über einschlägige Verbrechen an Kindern wüssten, mitzuteilen. Als er die beiden befreiten Mädchen Laetitia und Sabine zum Essen einlud, wurde er wegen Befangenheit abgesetzt (was in der Folge als „Spaghetti-Arrest“ bezeichnet wurde). Die Aufforderung hatte eine hereinbrechende Lawine von Informationen für die Ermittler erbracht. Im Volk brach Empörung über die Demontage Connerottes aus. Über 300.000 Menschen zogen daraufhin beim Weißen Marsch durch Brüssel. Neuer Untersuchungsrichter wurde Jacques Langlois.
Während seiner Haftzeit und während des Prozesses beschmierte Dutroux seine Zelle wiederholt mit Fäkalien, schlug sich den Kopf absichtlich gegen die Zellenwand, reagierte während der Verhandlungen nicht auf Anreden und beschuldigte weiterhin Nihoul, sein Auftraggeber gewesen zu sein. Nervös und widersprüchlich äußerte er sich allerdings, wenn er auf seine Frau angesprochen wurde.

### Psychiatrische Bewertung
Ein abschließendes psychiatrisches Gutachten wurde von drei Psychiatern und einem Psychologen erstellt, die am 5. Mai 2004 als Zeugen vor dem Schwurgericht erschienen. Sie kamen zu dem Schluss, dass Dutroux nicht als pädophil einzustufen sei, vielmehr sei er ein gewalttätiger, empfindungsloser Psychopath, der aus Machtstreben und Geldgier gehandelt habe und voll schuldfähig sei.
Das Machtstreben des Angeklagten äußerte sich auch in einem geltungssüchtigen Auftreten, das er seit seiner Verhaftung an den Tag legte. So erzählte er Geschichten von kleineren oder größeren „Netzwerken“. Cheffahnder Michel hatte vor dem Schwurgericht ausgesagt: „Er freute sich über die gesellschaftliche Aufregung, die seine Affäre verursachte.“ Auch hatte Dutroux sich vor seinen Gutachtern wiederholt mit seinen in den 1990er Jahren begangenen Entführungs- und Vergewaltigungstaten gebrüstet. Bei seinem dreistündigen Schlusswort trat Dutroux „hart und anklagend, beleidigt und höhnisch und selbstgerecht“ auf, wobei er ein konfuses „Gespinst aus Lügen, Halbwahrheiten und Manipulationen“ präsentierte.

### Das Urteil
Am 22. Juni 2004 gab das Gericht das Strafmaß bekannt: Dutroux musste für drei Giftmorde – an seinem Komplizen Weinstein sowie an den zwei von ihm entführten jungen Frauen Eefje Lambrecks und An Marchal – lebenslänglich ins Zuchthaus. Bereits in der Woche zuvor hatten die Geschworenen geurteilt, dass Dutroux die zwei Jugendlichen entführt und getötet habe. Trotz mehrfacher Appelle seines Verteidigers hüllte sich Dutroux, dessen Sexualstraftaten gegenüber den drei Morden in den Verhandlungen nur untergeordnete Bedeutung hatten, über die angeblichen Hintermänner seiner Taten aus Kreisen der Politik weiterhin in Schweigen, obwohl er in den acht Jahren von seinem Geständnis bis zu seiner letzten vor Gericht verlesenen, 21-seitigen Erklärung ständig davon redete, Teil eines größeren Netzwerks gewesen zu sein.
Dutroux’ Ex-Gattin Michelle Martin erhielt zwar 30 Jahre Zuchthaus für die Tötung der Mädchen Russo und Lejeune durch Verhungernlassen, wurde aber schon früher entlassen.
Michel Lelièvre bekam wegen seiner Beteiligung an den Verbrechen eine Zuchthausstrafe von 25 Jahren.
Michel Nihoul erhielt eine Zuchthausstrafe von fünf Jahren, weil er Anführer eines Drogen- und Menschenhändlerringes gewesen sei. Vom Vorwurf der Beteiligung an den Frauen- und Kindesentführungen wurde er freigesprochen. Nihoul kam jedoch nach 10-monatiger Haft am 28. April 2005 unter Auflagen frei. Diese Entscheidung des Gerichts war umstritten und führte zum Teil zu scharfer Kritik.

## Tod von 27 Zeugen
Laut der ZDF-Reportage Die Spur der Kinderschänder – Dutroux und die toten Zeugen von 2001 verstarben in der Zeit zwischen Dutroux’ Verhaftung und dem Prozess 27 Zeugen unter teils mysteriösen Umständen, unter ihnen mehrere Ermittler, die mit dem Fall betraut waren, und weitere Personen, die gegen Dutroux aussagen wollten. In den meisten Fällen war Mord, Suizid oder ein tödlicher Autounfall die Todesursache. Unklar ist beispielsweise, warum Staatsanwalt Hubert Massa, der als Hauptankläger im Dutroux-Prozess vorgesehen war, nur einen Monat lang an dem Fall arbeitete und dann im Juli 1999 Selbstmord beging.
| Name des Zeugen/Beteiligten | Verbindung zum Fall | Todeszeitpunkt | Todesursache |
| --------------------------- | --- | --- | --- |
| Alexandre Gosselin          | Hatte sein Haus (rue Daubresse 63–65, Jumet) an Bernard Weinstein (Komplize von Dutroux) verkauft. Danach wohnte er weiter in einem Holzhaus auf dem Anwesen. Auf diesem Anwesen wurden später Leichen von Opfern gefunden. Gosselin erzählte seinem Sohn, dass er Angst vor Weinstein hätte und dieser versucht hätte, seinen Hund zu vergiften. Danach hätte er nur mit Waffe unter dem Bett geschlafen. Weinstein hatte wiederholt versucht, auch das Holzhaus zu kaufen, um auf dem Anwesen ungestört zu sein. | 4. Juli 1995, 4 Tage nach der Entführung von Julie und Melissa, im November 1995 entführten und betäubten Dutroux und Weinstein drei Jugendliche auf dem Anwesen, 1997 brannte das Haus nach einem Brandanschlag nieder | Natürlicher Tod nach Schmerzen im Bauchbereich |
| Guy Goebels                 | Polizist, der an dem Fall arbeitete | 25. August 1995 | Selbsttötung durch Kopfschuss |
| Bernard Weinstein           | Komplize von Dutroux | November 1995 | von Dutroux vergiftet |
| Bruno Tagliaferro           | Bekannter von Dutroux und Schrotthändler. Bekannte von ihm sagten, dass er erpresst wurde und dazu gezwungen, Straftaten zu begehen. Seine Frau sagte, dass er ihr vor seinem Tod gesagt habe, er werde bald sterben, „weil er zu viel wüsste“. Einem Bekannten erzählte seine Frau, ihr Mann hätte ein Auto weggeschafft, mit dem zwei Mädchen entführt worden waren. | 5. November 1995 | wurde vergiftet (zuerst als Suizid deklariert, nach Autopsie als Vergiftung) |
| Jean Paul-Taminiau          | hatte gegenüber einem Anwesen von Dutroux eine Garage gemietet | 2. April 1995 (Nachdem er einem Freund erzählt hatte, dass er wichtige Informationen im Fall Dutroux habe) | Sein Fuß wurde in einem Fluss gefunden. Seine Leiche wurde nie gefunden. |
| Francois Reyskens           | War Teil der Drogen- und Kriminellenszene. Sagte seinem Vater, dass er mit ihm über die Entführung von Melissa reden wollte. | 26. Juli 1995 (Bevor er bei der Polizei zur Entführung von Melissa aussagen sollte. Zu diesem Zeitpunkt wusste die Öffentlichkeit noch nichts von der Entführung.)                                                      | Unfall (fiel vor einen Zug) |
| Simon Poncelet              | Polizist, der einen Autoschmuggler-Ring um Dutroux untersuchte | 21. Februar 1996 | Wurde bei einer Nachtschicht in seinem Büro erschossen |
| Michel Piro                 | Nachtclub-Besitzer, Teil des Rotlichtmilieus von Charleroi | 5. Dezember 1996 (Kontaktierte die Familien von Julie und Melissa 3 Monate nach der Verhaftung von Dutroux) | Auf einem Parkplatz erschossen |
| Joseph Toussaint            | Beichtvater von Michelle Martin | 5. März 1997 | Herzinfarkt |
| Christiaan Coenrads         | Gefängnisinsasse, der zu Dutroux aussagen sollte. Schaffte es zu fliehen. Verstarb einen Monat nach der Flucht. | 7. März 1997 | |
| José Steppe                 | Gut vernetzte Person in Charleroi, sagte, dass er wichtige Informationen zu Dutroux hätte | 25. April 1997 (Zwei Tage bevor er bei der Polizei aussagen sollte) | Fiel tot um (Rohypnol, ein Beruhigungsmittel, wurde in seinem Asthma-Gerät gefunden) |
| Gérard Vanesse              | Polizist, der am Fall arbeitete | 16. November 1997 | |
| Brigitte Jenart             | Zahnärztin und Freundin von Michel Nihoul | 5. April 1998 | Selbsttötung |
| Anna Konjevoda              | Hatte die Polizei bezüglich eines Pornorings um Dutroux kontaktiert, der Verbindungen nach Osteuropa gehabt hätte. | 7. April 1998 | Leiche trug Anzeichen von Körperverletzung und Würgen. Wurde in der Maas gefunden. |
| Gina Pardaens               | Sozialarbeiterin, die sich um Opfer eines Kinderporno-Ringes kümmerte. Sie erzählte Freunden, dass sie auf einem Pornofilm sah, wie ein Mädchen ermordet wurde. Sie soll einen Bekannten von Nihoul auf dem Video erkannt haben. Sie kontaktierte die Polizei, weil sie mit dem Tode bedroht wurde. Es wurde ihr gesagt, dass sie einen Autounfall haben würde. | 15. November 1998 | Autounfall (80 km/h gegen ein Brückengeländer) |
| Fabienne Jaupart            | Frau von Bruno Tagliaferro | 18. Dezember 1998 – Nachdem sie gesagt hatte, dass sie wichtige Dokumente ihres Mannes gefunden habe, und die Polizei um Schutz gebeten hatte.                                                                          | Suizid (Verbrannte auf ihrem Bett, nachdem im Schlafzimmer Methanol verteilt und dieses angezündet worden war.)                                                                                       |
| Hubert Massa                | Generalstaatsanwalt im Fall Dutroux. Er arbeitete nur einen Monat lang an dem Fall und beging dann Selbstmord. Am Tag zuvor hatte er angeblich vom belgischen Justizminister umfassende Handlungsvollmachten erhalten. | 13. Juli 1999 | Suizid. Massa hinterließ keinen Abschiedsbrief oder andere Hinweise auf den Grund seines Suizids; ein nachvollziehbares Motiv konnte nicht ermittelt werden. Eine Obduktion wurde nicht durchgeführt. |
| Grégory Antipine            | Polizist, der im Fall ermittelte | 15. August 1999 | Suizid durch Erhängen |
| Sandra Claeys               | Exfreundin von Lelièvre, sagte, dass sie ihn und Dutroux unbemerkt darüber sprechen hörte, „wie sie sehr viel Geld machen könnten“. | 4. November 1999 | Suizid |
| Jean-Jacques Feront         | Pädophilenjäger | 1. März 2001 | Herzinfarkt |
| Nadège Renard               | Bekannte von Dutroux, wollte im April 2001 eine Liste von Kontakten von Dutroux der Polizei geben | | Autounfall |
| Bernard Routmond            | Filmproduzent und Händler von Pornofilmen, wurde der Entführung eines Mädchens beschuldigt. Die Polizei fand Kinderspielzeug bei ihm zu Hause. | Ein Tag, nachdem er sich bei der Polizei gemeldet hatte, um zum Fall Dutroux auszusagen. | Autounfall |
| Marie-Louise Henrotte       | Ältere Frau, die sah, wie Julie und Melissa in ein „dunkles Auto mit vier Türen“ vor ihrem Haus stiegen (einzige direkte Zeugin der Entführung) | War wegen Demenz nicht aussagefähig | |
| Christoph Vanhexe           | Investigativer Journalist im Fall Dutroux | | Autounfall |
| Pierre-Paul „Pepe“ De Rycke | Bekannter von Michel Nihoul, Besitzer der Jonathan Bar, Teil des Rotlichtmilieus, Zuhälter | 17. Mai 2001 | Suizid |
| Philippe Deleuze            | Rechtsanwalt und Bekannter von Michel Nihoul | 15. November 2001 | unbekannt |

## Rezeption und Folgen

### Darstellung in den Medien
Die Medien im In- und Ausland stellten Dutroux vorwiegend als Pädophilen dar, obwohl bereits das Alter seiner weiblichen Opfer ein pädophiles Motiv infrage stellt (vgl. sexualmedizinische Definition): Melissa und Julie waren 8 Jahre alt, An 17 Jahre, Eefje 19 Jahre; die zuletzt entführten und befreiten Mädchen waren 12 und 14 Jahre alt.
Innerhalb und außerhalb des Landes wurde Belgien in den Medien aufgrund des Falles Dutroux schnell zum „Land der Kinderschänder“ erklärt. So sagte etwa der belgische Polizist Patrick Debaets über seine Ermittlungen in dem Fall: „Sobald man gegen Pädophilie vorgehen will, stößt man auf ein System von Protektionen und bekommt sofort Probleme. In Belgien hat der größte Teil der Presse die Opfer und die Ermittler lächerlich und unglaubwürdig gemacht, um selbst eben keine Probleme zu bekommen.“

### Reaktion der Bürger
Viele Bürger wurden mit der Zeit dem Staat gegenüber misstrauisch. Sie glaubten, dass die Reichen und Mächtigen des Landes gedeckt werden, während der Staat, Justiz und Polizei die Normalbürger nicht zu schützen wissen. Als der Fall Dutroux im Sommer 1996 an die Öffentlichkeit kam, gab es 62 Personen mit diesem Familiennamen in Belgien. Davon stellten bis Anfang 1998 22 bei den Behörden einen Antrag auf Änderung ihres Familiennamens.

## Ereignisse seit 2009

### Veröffentlichung von Ermittlungsakten auf WikiLeaks
Im April 2009 wurde Ermittlungsakten zum Fall Dutroux („Dutroux-Dossier“) auf der Enthüllungsplatform WikiLeaks veröffentlicht. Das Dossier hatte einen Umfang von 1235 Seiten und enthält u. a. Aussagen von Dutroux und verschiedenen vertrauliche Zeugenaussagen der Ermittlungen. Durch den Leak kamen zahlreiche Ermittlungsakten an die Öffentlichkeit, welche der Geheimhaltung unterlagen.

### Bekanntwerden der pädophilen Neigungen eines Anwalts der Opferfamilien

#### Verurteilung wegen Kinderpornographie
Im Oktober 2010 wurde Victor Hissel, der Anwalt der Opferfamilien von Melissa Russo und Julie Lejeune, von einem Gericht in Lüttich wegen Kinderpornographie zu zehn Monaten Gefängnis ohne Bewährung verurteilt. Der Anwalt hatte sich zwischen 2005 und 2008 mehr als 7.500 kinderpornografische Bilder angesehen. Dass der prominente Jurist, der für die Verurteilung von Dutroux gekämpft hatte und zu einer Symbolfigur für den Kampf gegen die Unfähigkeit von Polizei und Justizbehörden geworden war, selbst pädophile Neigungen hatte, wirkte auf viele Belgier schockierend. Hissel legte gegen das Urteil Berufung ein. Im Berufungsverfahren im Mai 2011 bestätigte das Gericht das Strafmaß, jedoch wurde die Strafe zur Bewährung ausgesetzt.

#### Mordversuch durch den Sohn des Anwalts
Nachdem die pädophilen Neigungen des Anwalts Victor Hissel bekannt geworden waren, versuchte dessen Sohn Romain im April 2009, seinen Vater zu töten; er stach mehrmals mit einem Messer auf ihn ein und verletzte ihn schwer. Vor Gericht erklärte er, er habe seinen Vater umbringen wollen, damit dieser den Kindern seiner neuen Partnerin nicht antue, was er erlitten habe: verbale und körperliche Gewalt und die Entdeckung der pädophilen Neigungen des Vaters. Romain Hissel wurde vom Vorwurf des Mordversuchs im Mai 2011 freigesprochen. Das Gericht befand, dass er zum Zeitpunkt der Tat unzurechnungsfähig war. Ein Jahr später, im Mai 2012, wurde er unter Auflagen wegen mehrerer versuchter Carjackings und Androhung von Gewalt zu zwei Jahren Gefängnis auf Bewährung verurteilt.

### Vorzeitige Haftentlassung von Michelle Martin
Ende Juli 2012 entschied die belgische Justiz, Michelle Martin wegen guter Führung auf Bewährung und unter Auflagen vorzeitig freizulassen. Die belgische Justiz genehmigte einen Resozialisierungsplan, der Michelle Martins Aufnahme in einem Kloster in Belgien vorsieht. Martin darf sich zudem den Familien der Opfer nicht nähern. Die Staatsanwaltschaft und einige Angehörige von Dutroux-Opfern legten vor dem Kassationshof in Brüssel Einspruch gegen die Entscheidung ein. Dieser wies die Einsprüche am 28. August 2012 als unbegründet zurück, es sei zu keinen Verfahrensfehlern seitens des Strafvollstreckungsgerichts gekommen. Michelle Martin kam gleichentags frei und fand sich im Klarissenkloster in Malonne bei Namur ein. Ende 2014 durfte sie das Kloster verlassen.

### Antrag auf vorzeitige Haftentlassung von Marc Dutroux
Ein Antrag von Dutroux auf vorzeitige Haftentlassung und Verbüßung der Strafe mit einer elektronischen Fußfessel wurde am 18. Februar 2013 von einem Brüsseler Gericht abgewiesen. Begründet wurde dies mit der Gefahr, dass der damals 56-Jährige wieder rückfällig werden könne. Auch Dutroux’ Mutter hatte öffentlich vor der Freilassung ihres Sohnes gewarnt.
Am 28. Oktober 2019 stimmte das zuständige Strafverfolgungsgericht in Brüssel auf Antrag der Anwälte von Dutroux der Erstellung eines neuen psychiatrischen Gutachtens zu. Das Gutachten soll klären, ob Dutroux sich gewandelt hat oder weiter eine Gefahr für die Gesellschaft darstellt. Abhängig vom Inhalt des Gutachtens wollen die Anwälte eine Erleichterung der Haftbedingungen beantragen oder sich um seine Freilassung bemühen. Im September 2020 wurde das Gutachten vorgelegt, das Rückfallrisiko wird weiterhin als hoch eingestuft. Der Anwalt von Dutroux, Bruno Dayez, ließ aufgrund dessen seine Bemühungen um dessen Freilassung im Oktober 2020 vorerst ruhen. Im August 2021 nahm Dayez seinen Einsatz für die Freilassung Dutroux wieder auf.

### Gedenkstätte
Im Juni 2022 begann der Abriss des Hauses von Marc Dutroux in Marcinelle. An dieser Stelle soll eine Gedenkstätte errichtet werden.

## Dokumentationen
- Die Spur der Kinderschänder – Dutroux und die toten Zeugen. (2001) von Piet Eekman (29 Minuten)
- Dutroux und der Fall N. ZDF-History (2004) von Piet Eekman (39 Minuten)
- Der Fall Dutroux TV-Dokumentation im WDR (2004) von Marcel Kolvenbach (44 Minuten)
- Joeri Vlekken: Unfassbar –  Der Fall Dutroux. Arte, 2021, 4-teilig (YouTube-Playlist), verfügbar bis 8. August 2022